# モンセーリチェ
モンセーリチェ（伊: Monselice）は、イタリア共和国ヴェネト州パドヴァ県にある、人口約17,000人の基礎自治体（コムーネ）。

## 地理

### 位置・広がり

#### 隣接コムーネ
隣接するコムーネは以下の通り。
- アルクァ・ペトラルカ
- バオーネ
- バッターリア・テルメ
- エステ
- ガルツィニャーノ・テルメ
- ペルヌーミア
- ポッツォノーヴォ
- サン・ピエトロ・ヴィミナーリオ
- サンテーレナ
- ソレジーノ
- トリバーノ

### 気候分類・地震分類
モンセーリチェにおけるイタリアの気候分類 (it) および度日は、zona E, 2411 GGである。
また、イタリアの地震リスク階級 (it) では、zona 3 (sismicità bassa) に分類される。

## 行政

### 分離集落
モンセーリチェには、以下の分離集落（フラツィオーネ）がある。
- Ca' Oddo, Marendole, Monticelli, San Bortolo, San Cosma

## 姉妹都市
- ポレッチ、クロアチア 2010年
- Niepołomice、ポーランド 2011年
- Parkano、フィンランド 2015年